# مسجد بيلار
مسجد بيلار (بالأذربيجانية: Bəylər Məscidi) هو مسجد نصب الأهمية المحلية واقعة في المدينة القديمة.

## تاريخ المسجد
يقع مسجد بيلار في المدينة القديمة قرب مجمع قصر الشروانشاهيين وتم بناء في عام 1895. 
شارك في إنشاء مسجد بيلار مهندسان اولاد محمد هاشم البقوني، مهندسان حاجي بابا وحاجي جاويد، والملياردير الشهير أغا مورتوزا موختاروف، خطاط إبراهيم شيرواني، مير علي الناغي، مير تاغي، مهندس معماري سييد حسين.
تم ترميم المسجد على حسب الطلب إدارة محمية معمارية تاريخية للمدينة القديمة في عام 2014، وأنتهى أعمال الترميم في عام 2015.
يتكون المسجيد من المئذنة وقاعة للصلاة والبهو.

## معرض الصور

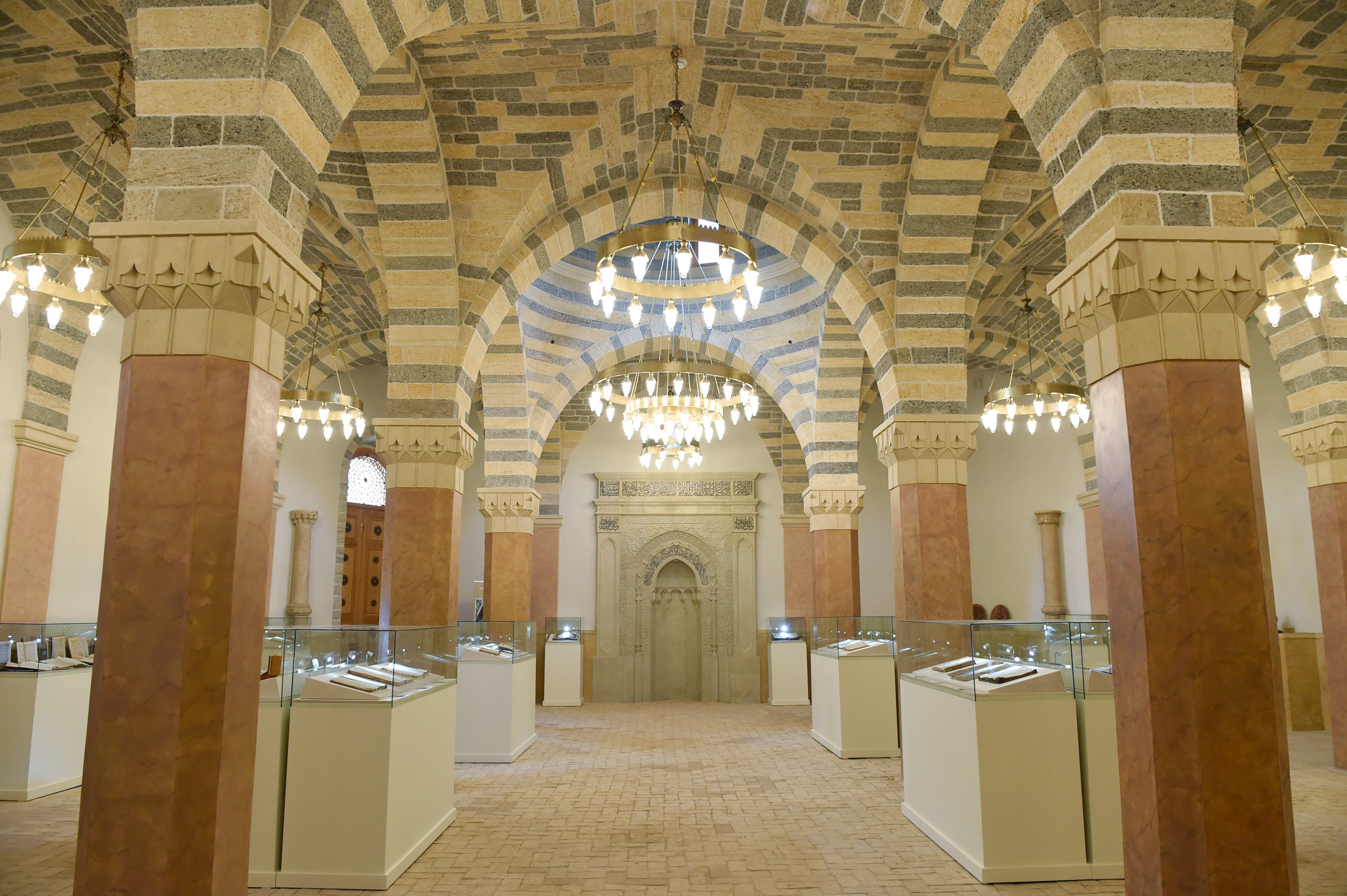
تصميم مسجد بيلار
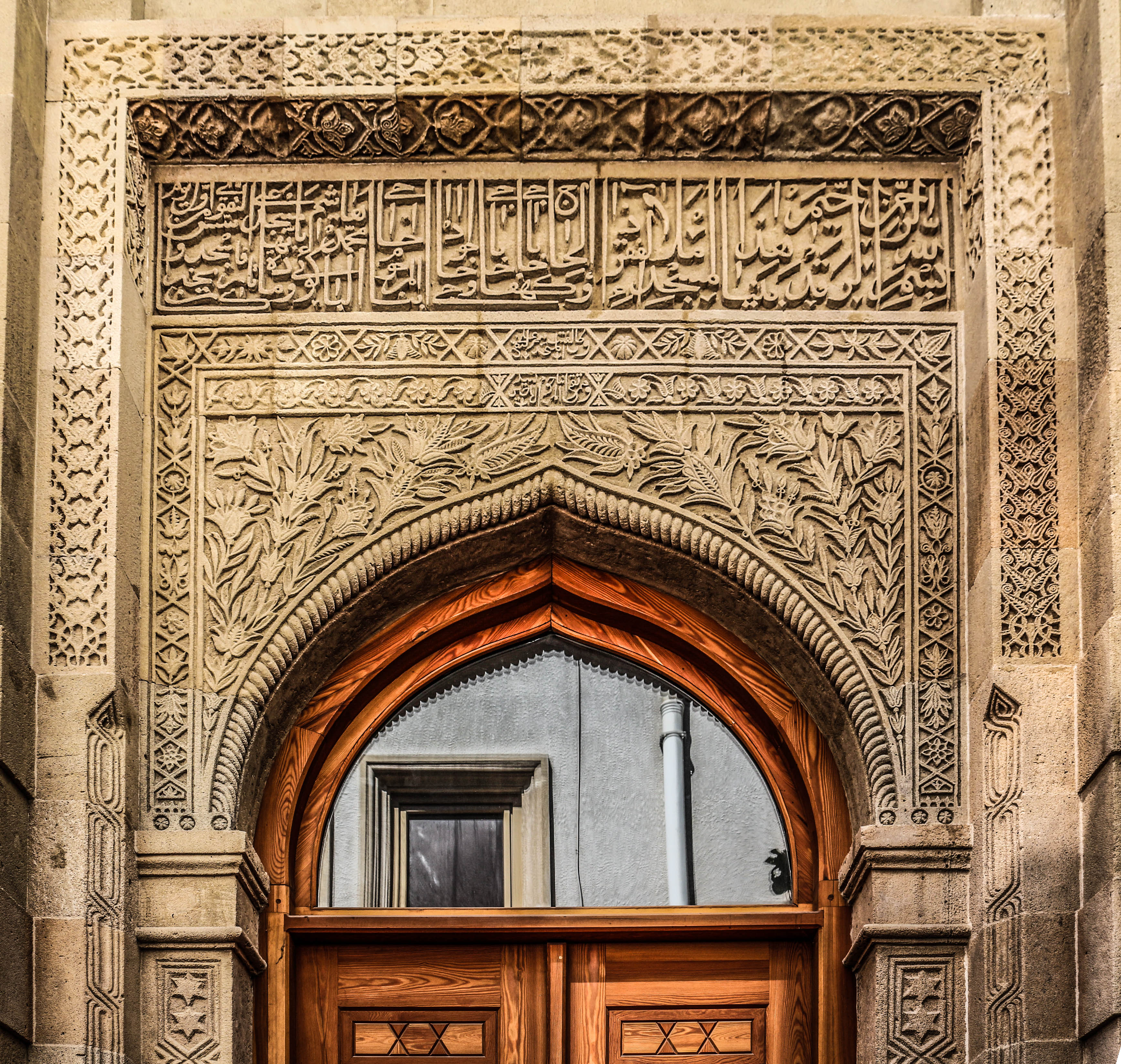
باب مسجد بيلار
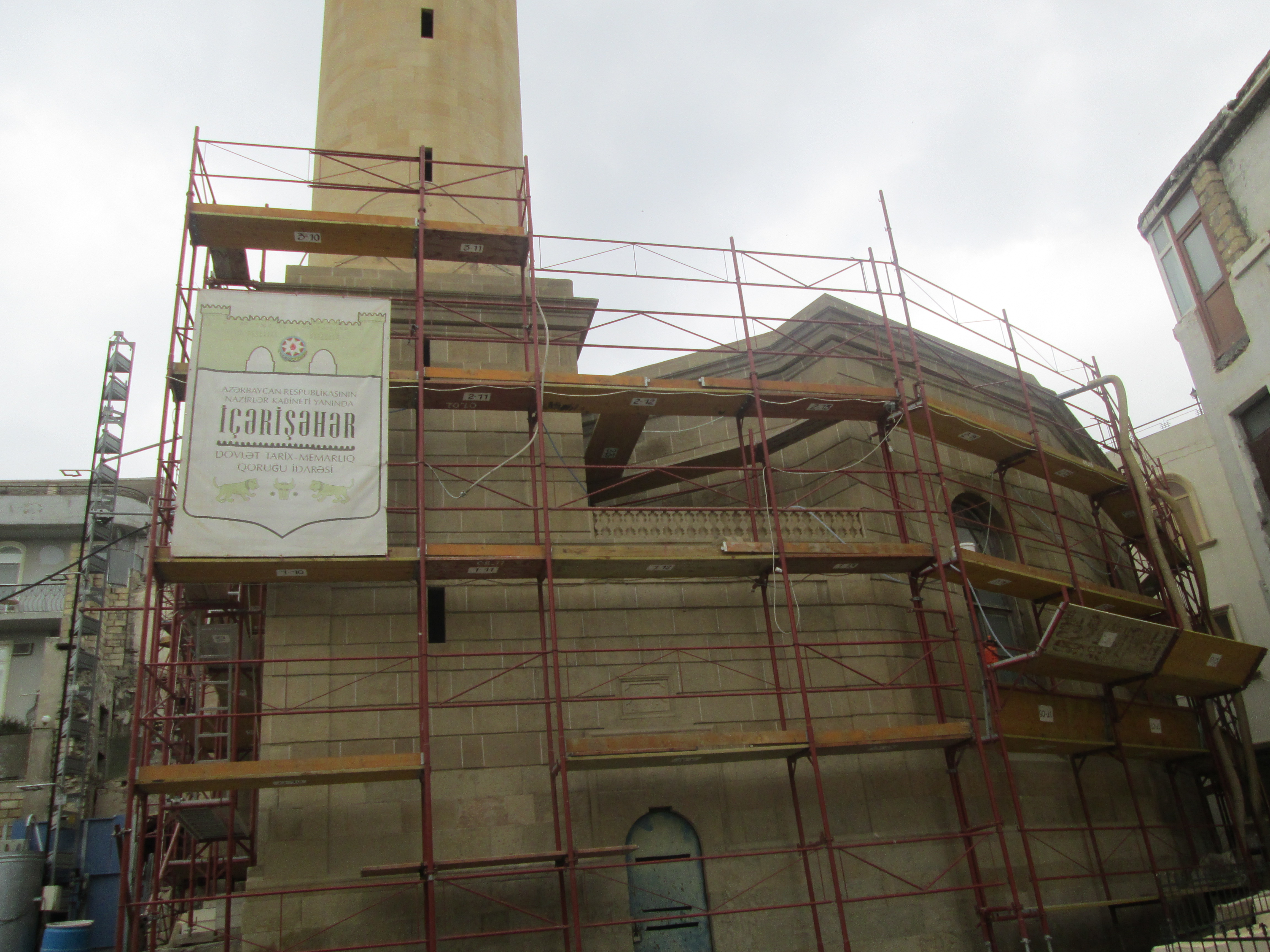
مسجد خلال أعمال الترميم
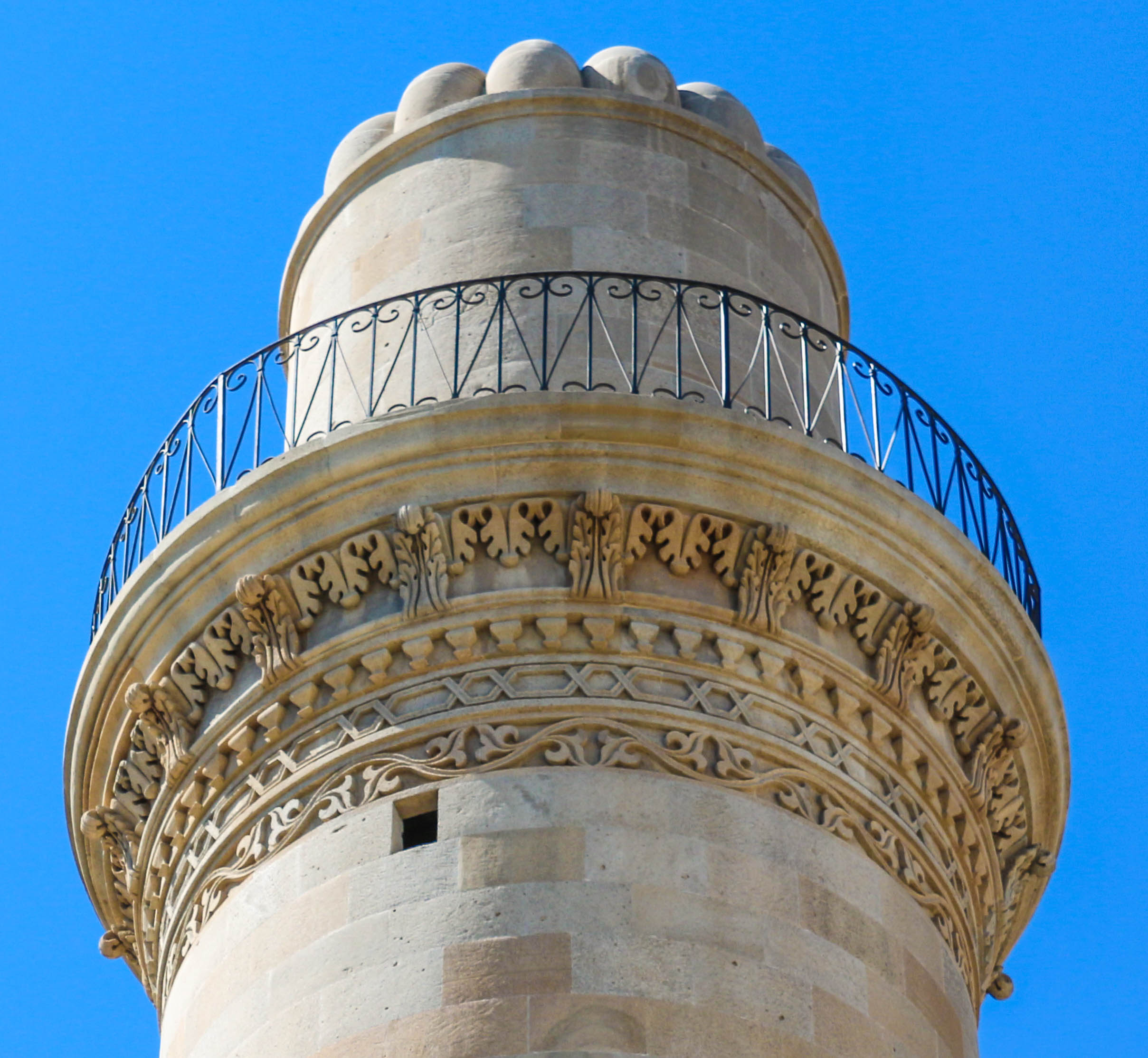
المآذن المسجد
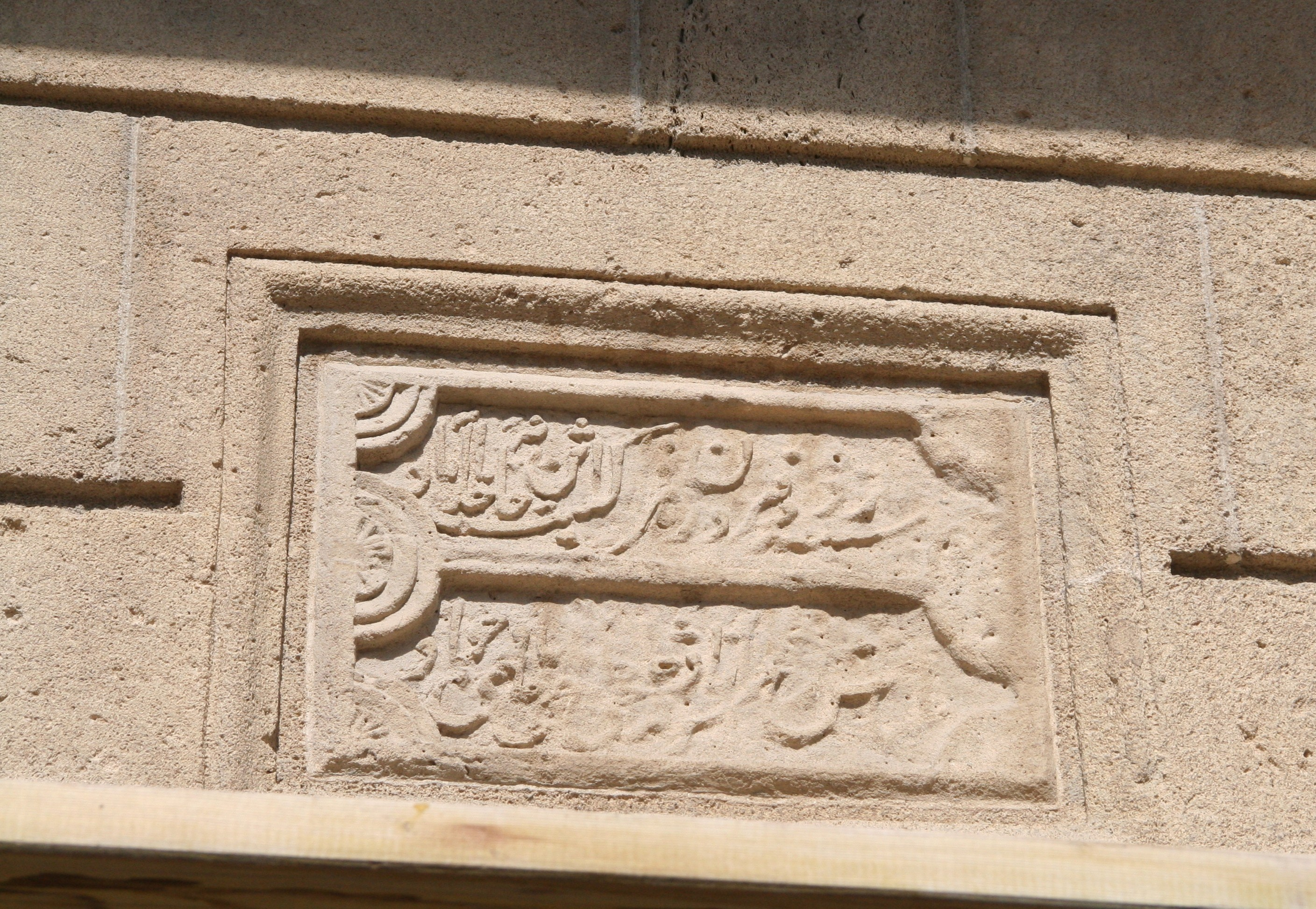
قبرية في المسجد

## وصلات خارجية
- https://www.youtube.com/watch?v=4P_FMxd0DbQ
- https://www.youtube.com/watch?v=CybV40aRXL4